# Varga Bálint (irodalomtörténész)
Varga Bálint (Szentleányfalva, 1856. június 23. – Budapest, 1943. szeptember 16.) író, irodalomtörténész, bölcseleti doktor, középiskolai tanár.

## Élete
Varga István és Kecskeméti Julianna fiaként született. A Hódmezővásárhelyi Református Főgimnáziumban érettségizett, majd a Budapesti Tudományegyetemen magyar–francia szakos középiskolai tanári oklevelet szerzett. Tanítói gyakorlatát a Magyar Királyi Tanárképző Intézet Gyakorló Főgimnáziumban végezte. 1882 és 1885 között a Budapesti II. Kerületi Állami Reáliskolánál alkalmazták helyettes tanárként. 1884 és 1893 között a Budapest-vidéki Tankerületi Főigazgatóság jegyzője volt. 1885-től az I. Kerületi Községi Leányiskolában, 1885–1887-ben a II. Kerületi Polgári Leányiskolában francia nyelvet tanított. 1893 és 1896 között a Debreceni Református Főgimnázium tanára volt. 1896 szeptemberétől 1922 augusztusáig a Budapesti Református Főgimnáziumban működött. 1901 elején német nyelv- és irodalomból is képesítést szerzett s még ugyanabban az évben meglátogatta a boroszlói, berlini, hallei, jénai és lipcsei egyetemeket. Nyugalomba vonulása után az egyházkerület igazgatói címmel tüntette ki. Halálát szívgyengeség, végelgyengülés okozta.
Tagja volt a Budapesti Philologiai Társaságnak, az Országos Középiskolai Tanáregyesületnek és a Magyar Néprajzi Társaságnak.
Irodalmi működését a Gazette de Hongrie-nál kezdte (1881–1882), melyben Madách Imre Az ember tragédiáját is közölte franciául; írt többek között a Fővárosi Lapokba (1882. Iduna emlékezete); az Országos Tanáregylet Közlönyébe (1882–1885), a Budapesti Szemlébe (1884–1885. Boileau két szatirája, ford.) és az Ország-Világba.
A Fiumei úti sírkertben helyezték nyugalomra.

## Családja
Felesége Szirbik Vilma (1865–1929) volt.
Gyermekei:
- Varga Bálint (1891–1948) mérnök
- Varga László (1896–?) tanár
- Varga Endre Gábor (1901–1973) levéltáros

## Munkái
- Le Sage, A sánta ördög. Fordította. Budapest, 1883. (Olcsó Könyvtár 161.).
- A franczia nyelv és nemzet megalakulása. Budapest, 1884. (Különnyomat az Egyetemi Philologiai Közlönyből).
- Franczia beszédgyakorlatok. Pozsony, 1896.
- Sillabaire Française. Bevezetés a franczia nyelvbe. Írta Ploetz Károly; átdolgozta. 8. javított és bővített kiadás. Pozsony, 1897. (9. javított és bővített kiadás. Budapest, 1903)
- Német olvasókönyv középiskolák számára. I. rész. A gymn. III. és reáliskolák I. és II. osztályai használatára. Uo. 1897. (Ism. Egyet. Philol. Közlöny 1898.).
- Szószedet Schiller Wilhelm Tell cz. drámájából. Uo. 1904. (Praeparatiók a német remekírókhoz 1.).
- Szószedet Goethe Hermann und Dorothea cz. külföldi elbeszéléséből. Uo. 1904. (Praeparatiók 2.).
- Marot Kelemen első francia protestáns zsoltárénekszerző élete és költészete. Budapest, 1931
- Idősb Valois Margit angoûlèmei hercegnő navarrai királynő élete és írói működése (tanulmány) Budapest, 1932
- Szenci Molnár Albert, a magyar zsoltárénekszerző élete és írói működése (tanulmány) Budapest, 1932